# Rudolf Formis
Rudolf Formis (Stoccarda, 25 dicembre 1894 – Slapy, 23 gennaio 1935) è stato un ingegnere e radiotecnico tedesco, ostile al regime nazista e per questo assassinato dal Sicherheitsdienst (SD, Servizio di Sicurezza) il servizio segreto delle SS.

## Biografia
Formis aveva dato prova delle sue avanzate capacità nel campo della radiotelegrafia sin dagli anni Venti quando aveva realizzato, sevendosi di un'emittente di onde corte, un telegrafo senza fili in grado di comunicare con gli Stati Uniti. Per queste sue competenze Formis aveva ricevuto l'incarico di direttore tecnico della stazione radio di Stoccarda. Stava inoltre dedicandosi alla ricerca del cosiddetto "raggio della morte", della possibilità cioè, servendosi di onde radio, di far esplodere a distanza i motori di auto ed aerei.
Accusato di aver sabotato un discorso di Hitler, Formis, dopo una breve detenzione, decise di fuggire in Cecoslovacchia dove, dopo l'ascesa al potere di Hitler nel 1933, si erano rifugiati molti oppositori del regime tra i quali si distingueva, per l'attività di propaganda antinazista, l'organizzazione del "Fronte Nero" con a capo Otto Strasser, il fratello di Gregor, rimasto vittima dell'epurazione nazista dei vertici delle Sturmabteilung (SA) e degli oppositori politici nella "Notte dei lunghi coltelli".
Alla fine del 1934, Reinhard Heydrich, detto der Henker (il boia), stretto collaboratore di Heinrich Himmler nella Gestapo, viene informato che sono state intercettate numerose trasmissioni radio anti naziste emesse da una trasmittente vicino a Praga e dirette alla Germania del Sud.
Heydrich incarica l'agente Alfred Naujocks di contattare colui che si ritiene sia l'autore delle trasmissioni clandestine: l'ingegnere Formis amico dei fratelli Strasser.
Naujocks, con l'inconsapevole amica Edith Karlebach, un'affascinante insegnante di educazione fisica, fingerà di compiere una gita sui monti cecoslovacchi e risiederà in un albergo vicino alla località da dove trasmette l'emittente clandestina. Sul luogo sarà assistito per compiere la missione dall'agente Gert Grothe.
Il 20 gennaio la coppia di gitanti arriva all'albergo "Zahori" di Pridam, dove casualmente soggiorna anche Rudolph Formis che, attratto dalla bella compagna di Naujocks, fa in modo di fare conoscenza con i due connazionali.
L'agente SD decide di rivelare alla Karlebach, per ottenerne "piena" collaborazione, lo scopo del loro soggiorno: scoprire se Formis trasmette dall'albergo o da un altro luogo, se ha dei complici e se tra questi vi sia lo stesso gerente dell'hotel.
Naujocks ha visto un'antenna sul tetto dell'albergo e ha notato che Formis sale nella sua camera proprio durante l'orario delle trasmissioni clandestine. Formis annuncia ai suoi conoscenti che si dovrà assentare per recarsi a Praga per motivi di lavoro.
Naujocks, affidato Formis alle "cure" della Karlebach, nel frattempo si reca a Berlino per fare rapporto delle sue scoperte e ricevere ordini.
Heydrich gli comanda di distruggere l'impianto radio e di condurre vivo a Berlino Formis. Tornato a Pridam l'agente viene informato dalla sua amica che Formis ha cambiato il suo comportamento: è piuttosto scontroso e rimane spesso rinchiuso in camera.
Naujocks, sospettando che l'ingegnere sia stato messo sul chi vive, decide di rompere gli indugi e con l'aiuto dell'agente Gert Grothe, fa irruzione di notte nella camera di Formis. Nel tentativo di cloroformizzare Formis ne nasce una colluttazione e l'ingegnere viene colpito a morte mentre il fosforo, usato per la distruzione dell'emittente radio, mescolandosi al cloroformio, provoca un'esplosione che sveglia gli ospiti dell'albergo che sotto la minaccia delle armi vengono rinchiusi in cantina dai due agenti.
I tre tedeschi si danno alla fuga e, riuscendo fortunosamente ad evitare i posti di blocco della polizia boema, riescono a fuggire e raggiungere Berlino.
Il 25 gennaio 1934 l'agenzia di stampa cecoslovacca DNB dirama questo comunicato: «Durante la notte del 23 gennaio è stato ucciso a colpi di pistola un emigrato tedesco di nome Rudolph Formis. Il cadavere è stato rinvenuto presso l'albergo "Zahori", in prossimità di Pridam, vicino a Praga. Gli assassini sarebbero due uomini e una donna di nazionalità tedesca...»
Hitler è soddisfatto del parziale successo dell'operazione che ha portato all'eliminazione di un altro nemico del Terzo Reich e ordina alla stampa tedesca di ignorare l'avvenimento.